# Highlands-Baywood Park
Highlands-Baywood Park é uma região censo-designada localizada no estado americano da Califórnia, no Condado de San Mateo. Possui mais de 4 mil habitantes, de acordo com o censo nacional de 2020, e aparecem como localidades separadas a partir deste censo.

## Geografia
De acordo com o Departamento do Censo dos Estados Unidos, a região tem uma área de 4,8 km², dos quais todos os 4,8 km² estão cobertos por terra.

### Localidades na vizinhança
O diagrama seguinte representa as localidades num raio de 8 km ao redor de Highlands-Baywood Park.

## Demografia

### Censo 2020
Segundo o censo nacional de 2020, a sua população é de 4 052 habitantes e sua densidade populacional de 844,2 hab/km². Seu crescimento populacional na última década foi de 0,6%, bem abaixo do crescimento estadual de 6,1%.
A renda familiar média é de 195 833 dólares e a taxa de emprego é de 61,8%.